# Weedon Lois
Weedon Lois es un pueblo del distrito de South Northamptonshire, en el condado de Northamptonshire (Inglaterra). Forma parte, junto con Weston, de la parroquia civil de Weston and Weedon. 
Los escritores Edith Sitwell y su hermano Sacheverell Sitwell son sepultados en el cimentério de la iglesia parroquial.
| 387                         | 386 | 477 | 528 | 501 | 545 | - | - | 451 | 397 | 370 | 354 | 344 | 296 |
| (Fuente: Vision of Britain) |     |     |     |     |     |   |   |     |     |     |     |     |     |